# Coco Montoya

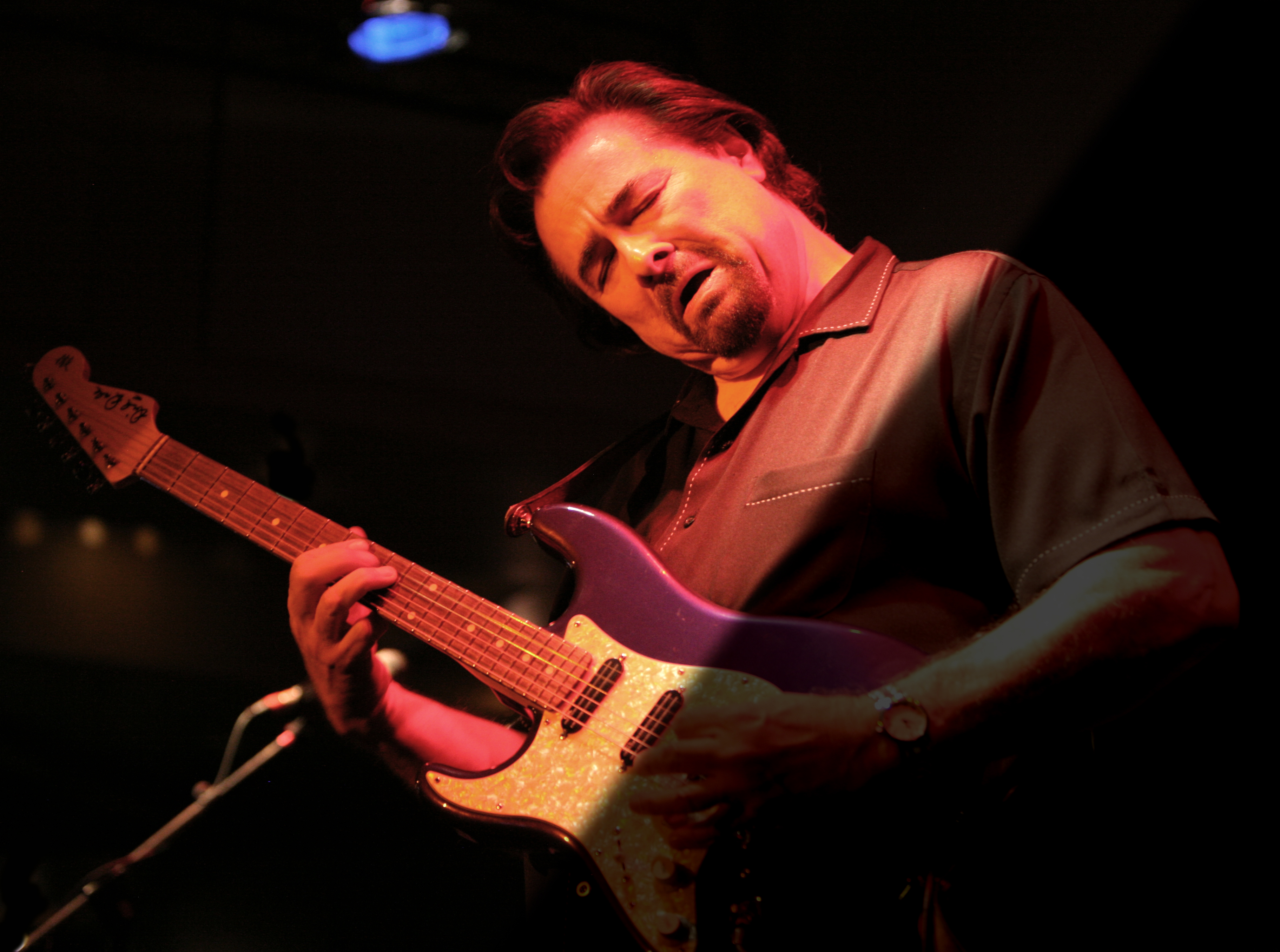
Coco Montoya 2007

Coco Montoya (* 2. Oktober 1951 in Santa Monica, Kalifornien als Henry Montoya) ist ein amerikanischer Bluesgitarrist.

## Karriere
Der Gitarrist wurde in Santa Monica als Sohn einer Arbeiterfamilie geboren, die eine große Plattensammlung besaß. Als Kind liebte er es, Noten auf der Gitarre zu finden, aber seine musikalische Karriere begann als Schlagzeuger in einer Rockband, die in lokalen Clubs auftrat. In einem dieser Clubs hörte sie Albert Collins, der Montoya als Drummer in seine Band holte. Er nahm ihn unter seine Fittiche und lehrte ihn, Gitarre zu spielen. „Er war wie ein Vater zu mir. – Coco Montoya“. Bis in die frühen 1980er-Jahre blieb er in Collins' Band und die beiden blieben auch nach ihrer Trennung Freunde.
Am Beginn der 1980er-Jahre spielte er wieder in kleinen Clubs, wo ihn John Mayall hörte und ihn für eine Neuauflage seiner Bluesbreakers engagierte. Der Gitarrist ist auf drei Studioalben und einem Livealbum der Bluesbreakers zu hören.
Mitte der 1990er-Jahre entschied er sich, bei den Bluesbreakern auszusteigen und eine Solokarriere zu starten, eine Entscheidung, zu der ihm auch sein Mentor Albert Collins riet. Er unterschrieb einen Plattenvertrag bei Blind Pig Records und nahm sein erstes Soloalbum auf. 1997 trennten sie sich und Montoya unterschrieb bei Alligator Records. Bis heute spielt Coco Montoya jährlich circa 200 Konzerte. Seit seinem 2010er Album I Want It All Back steht er bei dem deutschen Label Ruf Records unter Vertrag.

## Gitarre
Coco Montoya ist Linkshänder, spielt Linkshandgitarren, besaitet sie aber wie eine Rechtshändergitarre.

## Band
- Coco Montoya: Gitarre, Gesang
- Brant Leeper: Keyboards, Gesang
- Nathan Brown: Bass
- Rena Beavers: Schlagzeug, Gesang[5]

## Diskographie

### Solo
- 1994 Gotta Mind To Travel
- 1994 Too Much Water (3 track Maxi-CD)
- 1996 Ya Think I'd Know Better (Billboard Top Blues Album #10)
- 1997 Just Let Go
- 2000 Suspicion (Billboard Top Blues Album #10)
- 2002 Can't Look Back (Billboard Top Blues Album #2)
- 2007 Dirty Deal (Billboard Top Blues Album #2)
- 2009 The Essential
- 2010 I Want It All Back[6]
- 2014 Songs From The Road
- 2017 Hard Truth
- 2019 Coming In Hot

### Alben mit seiner Beteiligung
- 2008 Roots & News for the Blues Lovers
- 2007 Debbie Davies Bluesblast
- 2007 Crucial Rocking Blues
- 2007 John Mayall Live from Austin
- 2006 Walter Trout Full Circle
- 2003 Got Blues Todays Bluessuperstars
- 2001 Debbie Davis Love the Game

### Mit John Mayall & The Bluesbreakers
- 1985 Behind The Iron Curtain[7]
- 1987 Chicago Line
- 1988 The Power Of The Blues
- 1990 A Sense Of Place
- 1992 Cross Country Blues
- 1993 Wake Up Call